# ژاله‌گل‌ها
ژاله‌گل‌ها (نام علمی: Drosanthemum)، سرده‌ای از گیاهان گوشتی در خانواده علف‌فرشیان است که بومی مناطق بارانی زمستانی جنوب آفریقا است. بیشتر گونه‌ها گل‌های رنگارنگ دارند. نام دِروزانتِموم (Drosanthemum) در زبان یونانی به معنای "گل شبنم" است و به کوتیکول گیاهی براق و شفاف اشاره دارد که برگ‌های گوشتی و جوانه‌های گل را می پوشانند.

## گونه‌ها
گونه‌ها عبارتند از:
- Drosanthemum acutifolium (L.Bolus) L.Bolus
- Drosanthemum bicolor L.Bolus
- Drosanthemum eburneum L.Bolus
- Drosanthemum flammeum L.Bolus
- Drosanthemum floribundum (Haw.) Schwantes, syn. D. candens (Haw.) Schwantes
- Drosanthemum hispidum (L.) Schwantes
- Drosanthemum lavisii L.Bolus
- Drosanthemum lique (N.E.Br.) Schwantes
- Drosanthemum micans (L.) Schwantes
- Drosanthemum paxianum (Schltr. & Diels) Schwantes
- Drosanthemum praecultum (N.E.Br.) Schwantes
- Drosanthemum quadratum Klak
- Drosanthemum schoenlandianum (Schltr.) L.Bolus[۲]
- Drosanthemum speciosum (Haw.) Schwantes